# Talcy (Loir-et-Cher)
Talcy – miejscowość i gmina we Francji, w Regionie Centralnym, w departamencie Loir-et-Cher.
Według danych na rok 1990 gminę zamieszkiwało 240 osób, a gęstość zaludnienia wynosiła 16 osób/km² (wśród 1842 gmin Regionu Centralnego Talcy plasuje się na 900. miejscu pod względem liczby ludności, natomiast pod względem powierzchni na miejscu 882.).

## Zabytki
- Zamek zaliczany do zamków nad Loarą.